# 菟絲子屬
菟絲子屬（学名：Cuscuta），旋花科下的一个属，为缠绕、寄生草本植物。该属共有约170多种，分布于全世界热带至温带地区，是一群生理構造特別的植物，其組成的細胞中沒有葉綠體，利用攀緣性的莖攀附在其他植物，並且從接觸宿主的部位發育為特化的吸器，進入宿主直達韌皮部，吸取養分維生。
除了作為藥用，其寄生對農業及生態的影響都相當的重要，地位舉足輕重。
属名Cuscuta来源于阿拉伯语cuscuta，一种蔓性缠绕类植物。

## 形態

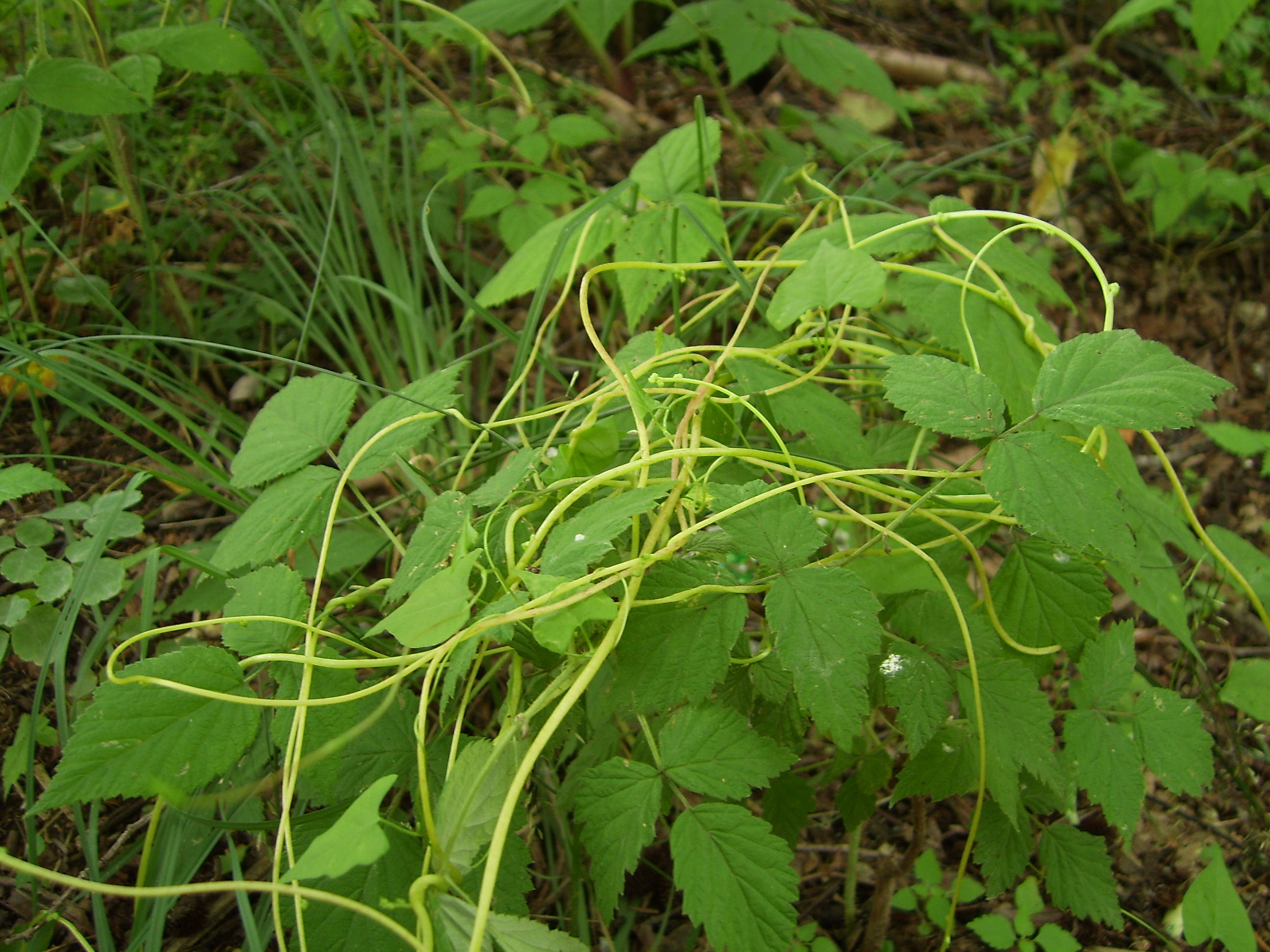
长白山上的菟丝子

草本寄生植物，全株無毛。植株通常呈黃色或紅色。

### 葉
退化成極小鱗片或消失。

### 花
無花柄或花柄極短，為穗狀、總狀或聚繖狀叢生。四數或五數。苞片極小或闕如。花萼合生，但通常深裂，亦有萼片分離者。

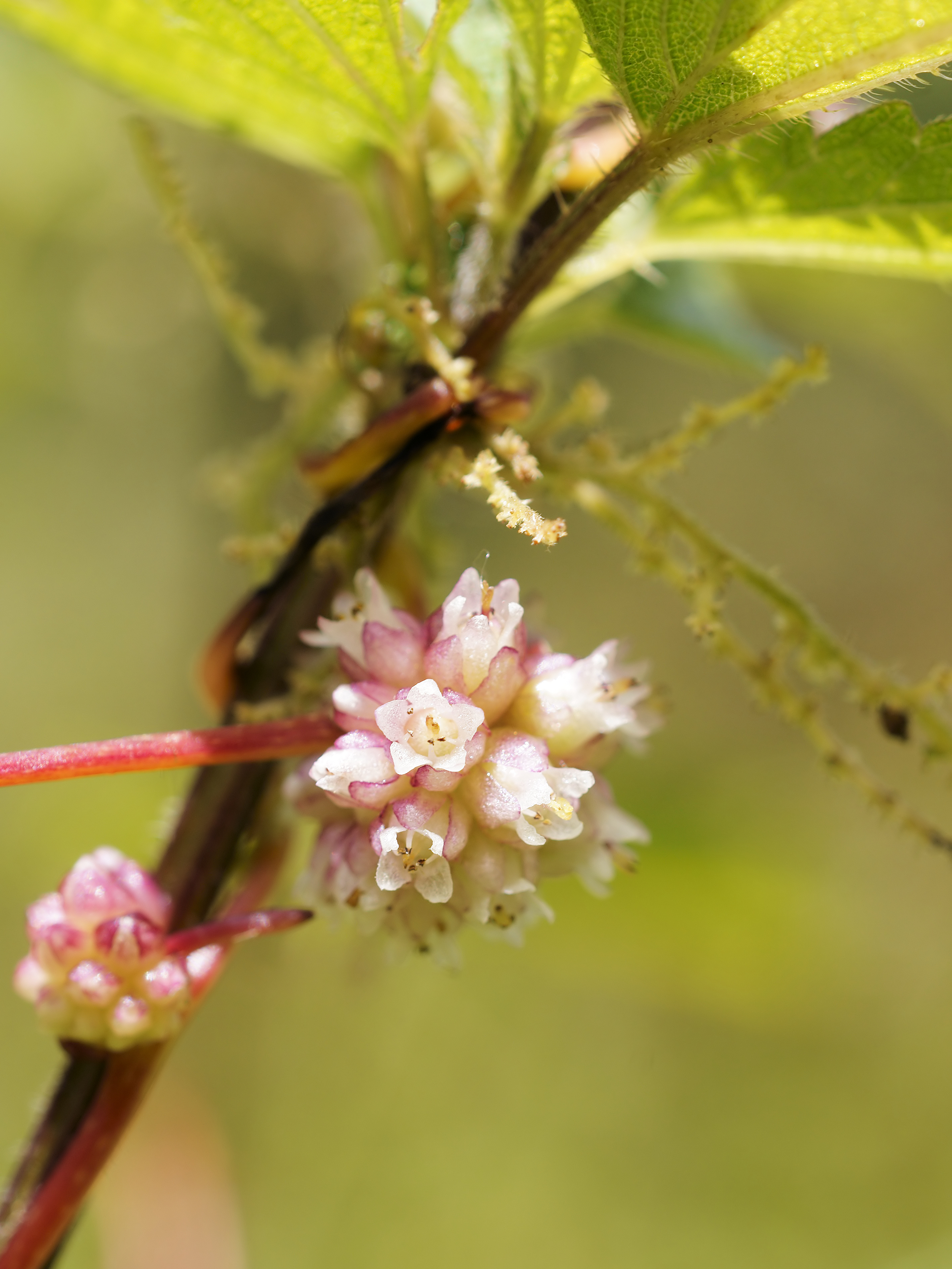
歐菟絲子, 花粉紅至白色，花萼及花冠為4或5數。

花冠白色、粉紅色或帶有乳色，壺形、管狀、球狀、鈴形，花管基部具毛狀、細齒狀、或膜狀的鱗片。雄蕊數目與花瓣相同，著生在鱗片上方的花冠上，與花瓣互生。
子房2室，每室有2枚胚珠。花柱1或2，具2個柱頭，球形或長形，有時融合一起。

### 果實
蒴果，但有時為肉質，周裂或為不規則狀的開裂。

### 習性
菟絲子屬植物是專門寄生在宿主的莖上之全寄生植物，但它選擇宿主通常不具專一性，即可能同種的菟絲子會有不同的宿主。各種不同菟絲子的宿主請參見後文分類段落。
菟絲子不像大部份的寄生於宿主根部的種類之胚乳具有足夠的資源(營養)可提供發芽之用。菟絲子的種子，雖然可以在掉落土表後維持長達5年的休眠期，但其種子胚乳裡的養份僅可提供它在萌發後，有6天的時間讓它與宿主建立起連結(生成吸器進入宿主)。
菟絲子於土表上萌發後，其幼莖在找到宿主前可成長至68厘米長。它有二種方法可以找到宿主：菟絲子的莖可以"感知"到宿主的"氣味"，並朝向宿主生長。科學家取 (α-pinene, β-myrcene, and β-phellandrene)等採自蕃茄植株的化合物，試驗C. pentagona的幼莖，發現，它會朝著這些化合物的方向生長。另外的研究則指出，經由植株附近植物反射的光 (光質與光量)，菟絲子可以選擇具有高醣產量的植物，因為這些植物葉片反射的光會顯示出其中的葉綠素含量。一旦菟絲子發現了宿主，便會纏繞上宿主的莖。此時其不定根會穿入宿主的莖，發育成特化的吸器與宿主的維管束組織產生連結；在其生長過程中，它會產生多個吸器與宿主連結。

## 名稱
菟絲子的屬名 Cuscuta源自於阿拉伯語 kechout。
菟絲子 (Cuscuta chinensis) 的中文別稱極多，有時植株與供藥用的種子名稱相同，有時則予以區別：
| - 無根草 - 無爺藤 - 藤仔 - 砂蔓 - 蟠纏藤 - 唐 - 蒙 - 唐蒙 | - 玉女 - 兔蘆 - 菟縷 - 赤網 - 菟邱 - 菟蔂 - 狐絲 - 金綫草 | - 野狐絲 - 鴞蘿 - 復實 - 野狐漿草 - 無根金絲草 - 吐血絲 - 火焰草 - 豆虎 |

## 重要性

### 中醫
可治各種瘡毒、腫毒，又能滋養強壯治黃膽。性味：種子：辛、甘、平。效用：種子：補腎益精，養肝明目，固胎止泄。治腰膝酸痛，遺精，陽痿，早泄，不育，消渴，林濁，遺尿，目昏耳鳴，胎動不安，流產，泄瀉。

### 危害
菟絲子屬植物會寄生在數種作物上，造成經濟上的損害；對宿主的選擇非專一性，經常為豆科植物、菊科植物。

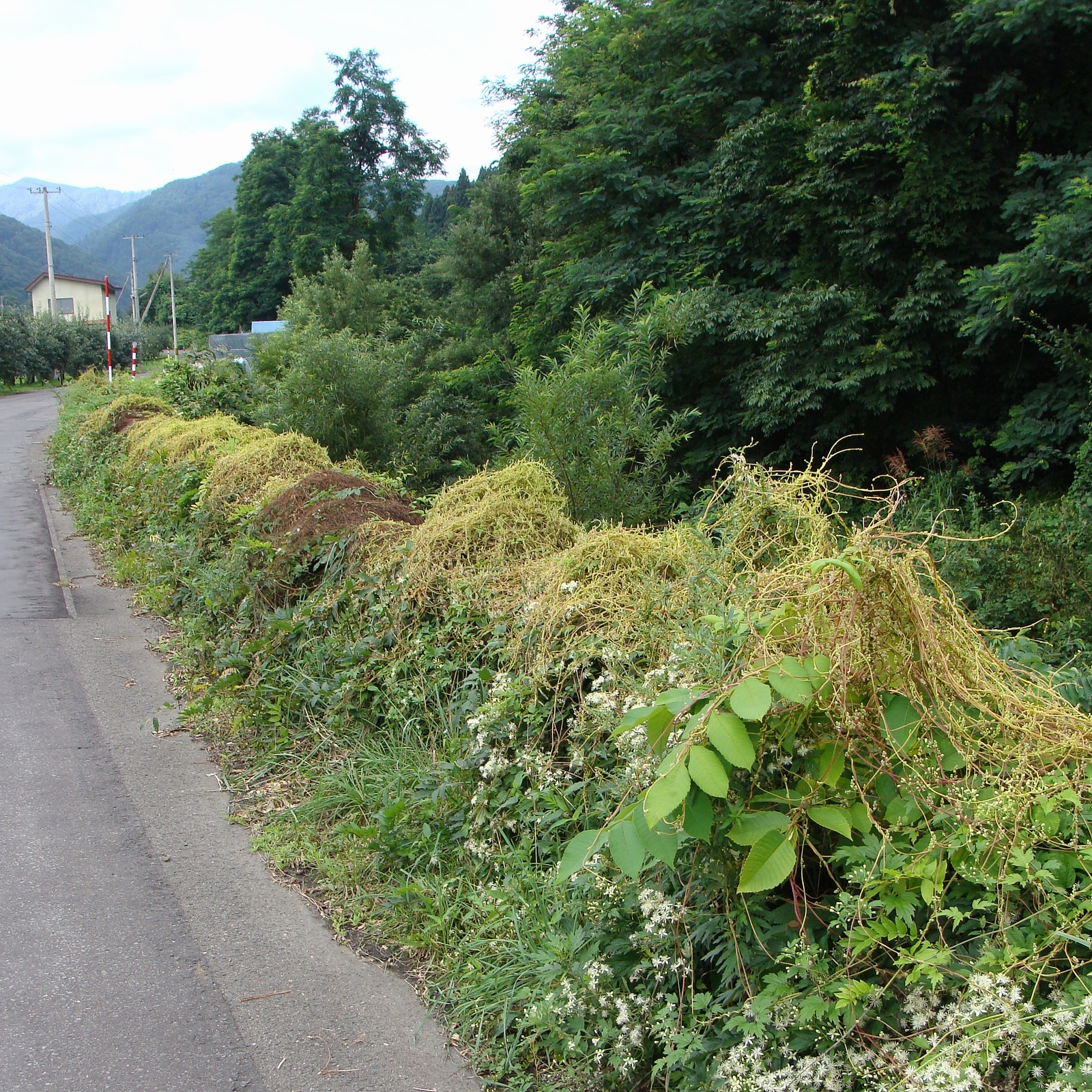
日本菟絲子，寄生在灌叢的數種灌本及草本身上，經常造成作物的危害，並影響植被中的原生物種。（攝於青森縣弘前市的郊區）

## 下属物种
約100 ~ 170種，有些分類學家把本屬植物獨立為一科Cuscutaceae Dumort.。主要分布於北美洲、南美洲，少數分布在歐洲、亞洲，其中11種分布於中國。本属包括以下物种：
- 美洲菟丝子 Cuscuta americana L.
- Cuscuta applanata Engelm.
- 杯花菟絲子 Cuscuta approximata Bab.[3]
- Cuscuta attenuata Waterfall
- 南方菟絲子 Cuscuta australis R. Br.[3][12]
  - 南方菟絲子的宿主主要為草本或灌木的豆科植物、蒿屬植物 (菊科)、牡荊屬植物 (馬鞭草科)[3]。
  - 亦稱作澳洲菟絲子[11]。
  - 本種之種子充作菟絲子，作中藥使用[11]。
  - 本種在台灣全島分布，且常被鑑定為Cuscuta chinensis[12]。
- Cuscuta boldinghii Urban
- Cuscuta brachycalyx (Yuncker) Yuncker
- 加州菟丝子 Cuscuta californica Hook. & Arn.
- 原野菟絲子 Cuscuta campestris Yuncker[3](或稱平原菟絲子、田野菟丝子)[4]
  - 這是一個世界廣泛分布的種類，實際上在台灣的首次記錄為廖國{女英}等 (2000[4])發表，而台灣最早的採集記錄是1964年由莊清漳於新竹海邊鳳崗 (廖作Long-gang)採得。
  - 本種產於台灣者常有花部的變異[13]。
  - 原野菟絲子的宿主有：蔥科的青蔥 (Allium fistulosum L.)[3]、菊科的艾與一枝香、景天科的掌上珠(或稱寬葉落地生根，Kalanchoe gastonis-bonnieri)、茜草科的雞屎藤等[13]。
- Cuscuta cassytoides Nees ex Engelm.
- Cuscuta ceanothi Behr
- Cuscuta cephalanthi Engelm.
- 菟絲子 Cuscuta chinensis Lam.，中国菟丝子[3][12]
  - 分布於中國 (东北、河北、陝西、四川、河南、山東、廣東)、韓國、日本[11]。
  - 菟絲子的宿主有豆科植物、菊科植物、蒺藜科植物[3]；台灣的記錄有馬鞍藤 (旋花科)[13]。
  - 台灣稱[11]無根草，一名豆虎；種子稱菟絲子、菟絲草。
  - 東北：種子曬乾，稱菟絲子、菟絲、吐絲、絲子[11]。
  - 種子蒸熟作餅，稱兔絲子[11]。
- Cuscuta compacta Juss. ex Choisy
- Cuscuta coryli Engelm.
- Cuscuta cuspidata Engelm.
- Cuscuta decipiens Yuncker
- Cuscuta dentatasquamata Yuncker
- Cuscuta denticulata Engelm.
- Cuscuta epilinum Weihe
- Cuscuta epithymum (L.) L.
- Cuscuta erosa Yuncker
- 歐菟絲子 Cuscuta europaea L. (或歐洲菟絲子[3]) 
  - 宿主為豆科植物、菊科植物、藜科植物、及其他的草本植物[3]。

歐菟絲子, 莖黃色至粉紅色，花粉紅至白色。
- Cuscuta exaltata Engelm.
- Cuscuta fasciculata Yuncker
- 高大菟絲子 Cuscuta gigantea Griff.[3]
  - 宿主為檉柳屬植物 (檉柳科)[3]。
- Cuscuta globulosa Benth.
- Cuscuta glomerata Choisy
- Cuscuta gronovii Willd. ex J.A. Schultes
- Cuscuta harperi Small
- Cuscuta howelliana Rubtzoff
- Cuscuta indecora Choisy
- 日本菟絲子 Cuscuta japonica Choisy[4](或金灯藤[3])，含廣泛分布自俄羅斯、韓國、日本、中國、至越南的原種 (原變種)，及台灣的變種台灣菟絲子[3][4](Cuscuta japonica var. formosana (Hayata) Yuncker)
  - 分布中國 (東北經陝西、湖北至江蘇)、日本[11]。
  - 通稱大菟絲子[11]。
  - 東北：種子曬乾，稱菟絲子、菟絲、吐絲、絲子[11]。
  - 江蘇：秋末採果枝，曬乾，用棒打落種子，稱菟絲子、蘿絲種子[11]。
  - 台灣菟絲子的宿主：桑科的榕[13]。
  - 日本菟絲子宿主：蕁麻科的密花苧麻[13]。
  - 為強壯收斂藥[11]。
  - 種子含樹脂狀苷[11]。
- Cuscuta leptantha Engelm.
- 啤酒花菟絲子 Cuscuta lupuliformis Krocker[3]
- 大鱗菟絲子 Cuscuta macrolepis R. C. Fang & S. H. Huang[3]
- Cuscuta mantiqueirana Costea, S.S. Silva & Sim.-Bianch.[14]
- Cuscuta megalocarpa Rydb.
- Cuscuta mitriformis Engelm.
- 單柱菟絲子 Cuscuta monogyna Vahl[3]
- Cuscuta obtusiflora Kunth
- Cuscuta odontolepis Engelm.
- 五角菟丝子 Cuscuta pentagona Engelm.
- Cuscuta plattensis A. Nels.
- Cuscuta polygonorum Engelm.
- Cuscuta potosina Schaffn.
- 大花菟絲子 Cuscuta reflexa Roxb.[3]：二個變種，原種及短柱頭菟絲子 (Cuscuta reflexa var. anguina (Edgeworth) C. B. Clarke)。
- Cuscuta rostrata Shuttlw. ex Engelm. & Gray
- Cuscuta runyonii Yuncker
- Cuscuta salina Engelm.
- Cuscuta sandwichiana Choisy
- Cuscuta squamata Engelm.
- Cuscuta suaveolens Ser.
- 亚苞菟丝子 Cuscuta subinclusa
- Cuscuta suksdorfii Yuncker
- Cuscuta tuberculata Brandeg.
- Cuscuta umbellata Kunth
- Cuscuta vivipara T. Beliz, sp. nov. ined.
- Cuscuta warneri Yuncker

## 中國文學
中國文學裡出現的菟絲常與女蘿(一種地衣，又稱松蘿)等並稱。
- 古詩十九首第八首(節錄)[15]：「冉冉孤生竹，結根泰山阿。與君為新婚，兔絲附女蘿。兔絲生有時，夫婦會有宜，千里遠結婚，悠悠隔山陂。」但歷代對兔絲、女蘿及其他相關植物之名物探討有不同見解。
- 唐朝詩仙李白《古意》(節錄)：「君為女蘿草，妾作菟絲花。輕條不自引，為逐春風斜。.....女蘿發馨香，菟絲斷人腸。枝枝相糾結，葉葉競飄揚。..」[16]
- 唐朝詩人元稹有《菟絲》詩：「人生莫依倚，依倚事不成。君看菟絲蔓，依倚榛與荊。荊榛易蒙密，百鳥撩亂鳴。下有狐兔穴，奔走亦縱橫。樵童斫將去，柔蔓與之並。翳薈生可恥，束縛死無名。桂樹月中出，珊瑚石上生。俊鶻度海食，應龍升天行。靈物本特達，不復相纏縈。纏縈竟何者，荊棘與飛莖。」[17]
- 瓊瑤小說《菟絲花》，(台北)皇冠出版 (1990年)。

## 延伸閱讀
- Digital Atlas of Cuscuta (Convolvulaceae)